# Dobrá Voda (Pelhřimov)
Dobrá Voda é uma comuna checa localizada na região de Vysočina, distrito de Pelhřimov.